# Улица Змај Јовина (Београд)
| Змај Јовина · улица                                                                       | Змај Јовина · улица                         |
| ----------------------------------------------------------------------------------------- | ------------------------------------------- |
|                                                                                           |                                             |
| Општина                                                                                   | Стари Град                                  |
| Почетак                                                                                   | Обилићев венац                              |
| Крај                                                                                      | Васе Чарапића                               |
| Дужина                                                                                    | 253 m                                       |
| Створена                                                                                  | 1896.                                       |
| Названа                                                                                   | 1950.                                       |
| Стари називи                                                                              | Љубичина, Књегиње Љубице, Болеслава Бјерута |
|                                                                                           |                                             |
|                                                                                           |                                             |
| Зграда у којој су Музеј града Београда и одељења Библиотеке града Београда, Змај ЈОвина 1 |                                             |

Улица Змај Јовина је једна од централних улица Београда. Налази се на општини Стари град.

## Историјат
Улица је настала 1872. и први назив који је нослила је Љубичина (1872 - 1896) по књегињи Љубици Обреновић, и пружала се од Обилићевог венца до Господар Јевремове улице. У периоду од 1896. до 1935. носи назив Књегиње Љубице и продужена је до Дунавске улице. Године 1947. добија име Болеслава Бјерута. Од 1950. године у целини, улица носи назив Змај Јовина, по чувеном српском песнику Јовану Јовановићу Змају. Данас је улица скраћена до улице Васе Чарапиће, а наставак који се спушта низ дорћолску падину, ка Дунавској, носи име Књегиње Љубица.
Данас је цела Змај Јовина улица, од Обилићевог венца до улице Васе Чарапића претворена у пешачку зону и део је јединствене пешачке зоне око Кнез Михаилове улице.

### Змај Јовина бр. 1.
Ова зграда је до 1935. била власништво породице Александра Вуча, српског књижевника, припадника покрета надреализма. Те 1935. Београдска општина је зграду откупила од породице Вучо. У овој згради су основани Библиотека и Музеј града Београда као јединствена установа 1929. године, што ће и остати до почетка Другог светског рата, када се раздвајају. Од тог времена су две посебне установе које су смештене у исту зграду.
Након пресељења Библиотеке града Београда у зграду у Кнез Михаиловој 56, у Змај Јовиној 1 остају Музеј града Београда и три посебна одељења БГБ: Београдско читалиште, Одељење књига о Београду и Дечја градска библиотека „Јован Јовановић Змај”. Од 2000. године у овој згради смештена је Библиотека „Ђорђе Јовановић”, Одељење старе и ретке књиге и књиге о Београду, а од децембра 2018. поново и Дечје одељење „Змај”.
Изнад улазних врата у зграду постоји очуван витраж са грбом града Београда, који је Београдска општина усвојила 1931. године. Један је од ретких који су остали сачувани на београдским зградама.

### Змај Јовина бр. 8-10
Палата „Прогреса” је зграда зидана у периоду од 1993. до 1994. и била је у то време пословни објекат модерног дизајна. Аутори пројекта за ову зграду су архитекте Миодраг Марковић и Љубиша Мангов. Меркур, скулптура рад Оље Ивањицки смештена је у улазни хол зграде и окренута ка Кнез Михаиловој улици. У приземљу Палате и нивоу ниже, налази се Галерија Прогрес у којој се приређују изложбе дела савремених аутора и концерти класичне музике.